# Edmund Żelawski
Edmund Bonifacy Żelawski (ur. 15 maja 1876, zm. 1940 w USRR) – podpułkownik piechoty Wojska Polskiego, ofiara zbrodni katyńskiej.

## Życiorys
Urodził się 15 maja 1876 jako syn Eustachego. Do mobilizacji w lipcu 1914 służył w 53 Wołyńskim Pułku Piechoty w Kiszyniowie należącym do 14 Dywizji Piechoty. Następnie został przeniesiony do nowo sformowanego 249 Dunajskiego Pułku Piechoty należącego do 63 Dywizji Piechoty. W jego szeregach walczył podczas I wojny światowej . Awansował ze sztabskapitana na kapitana .
Został przyjęty do Wojska Polskiego z byłej armii rosyjskiej z zatwierdzeniem posiadanego stopnia kapitana. 15 lipca 1920 został zatwierdzony z dniem 1 kwietnia 1920 w stopniu majora, w piechocie, w grupie oficerów byłych Korpusów Wschodnich i byłej armii rosyjskiej. Później służył w 2 Pułku Strzelców Podhalańskich. 3 maja 1922 został zweryfikowany w stopniu majora ze starszeństwem od 1 czerwca 1919 i 73. lokatą w korpusie oficerów piechoty. 10 lipca 1922 został zatwierdzony na stanowisku pełniącego obowiązki zastępcy dowódcy 20 Pułku Piechoty w Krakowie z równoczesnym przeniesieniem do tegoż oddziału. W sierpniu 1925 został przydzielony do Powiatowej Komendy Uzupełnień Biała-Bielsko na stanowisko I referenta. W lutym 1926 został przydzielony do macierzystego 20 pp z jednoczesnym przeniesieniem służbowym do Powiatowej Komendy Uzupełnień Kraków Powiat do dnia 31 maja tego roku. 3 maja 1926 prezydent RP nadał mu stopień podpułkownika ze starszeństwem z dnia 1 lipca 1925 i 5. lokatą w korpusie oficerów piechoty. Z dniem 1 marca 1927 został mu udzielony dwumiesięczny urlop z zachowaniem uposażenia, a z dniem 30 kwietnia tego roku został przeniesiony w stan spoczynku. W 1928 mieszkał w Krakowie. W 1934 jako oficer stanu spoczynku pozostawał w ewidencji Powiatowej Komendy Uzupełnień Kraków Miasto. Posiadał przydział do Oficerskiej Kadry Okręgowej Nr V. Był wówczas „przewidziany do użycia w czasie wojny”.
W czasie okupacji sowieckiej został aresztowany i osadzony w więzieniu we Lwowie . Wiosną 1940 w Ukrainie został zamordowany przez NKWD . Jego nazwisko znalazło się na tzw. Ukraińskiej Liście Katyńskiej opublikowanej w 1994 (został wymieniony na liście wywózkowej 55/5-26 oznaczony numerem 1034). Ofiary tej części zbrodni katyńskiej zostały pochowane na otwartym w 2012 Polskim Cmentarzu Wojennym w Kijowie-Bykowni.
Edmund Żelawski był żonaty z Heleną z Sawickich, z którą miał syna Wiktora (ur. 22 maja 1910 w Kiszyniowie), porucznika audytora Wojska Polskiego, asystenta w Wojskowej Prokuraturze Okręgowej nr VI we Lwowie, zamordowanego wiosną 1940 w Charkowie.

## Ordery i odznaczenia
- Krzyż Walecznych[20][21]
- Złota szabla „Za dzielność” – 12 lipca 1915[2]
- Order Świętego Włodzimierza 4 stopnia z mieczami i kokardą – 14 kwietnia 1915[2]
- Order Świętej Anny 2 stopnia z mieczami – 25 września 1916[2]
- Order Świętego Stanisława 2 stopnia z mieczami – 10 maja 1915 i 1 sierpnia 1916[2]